# Thaumalea spinata
Thaumalea spinata är en tvåvingeart som beskrevs av Vaillant 1954. Thaumalea spinata ingår i släktet Thaumalea och familjen mätarmyggor.
Artens utbredningsområde är Frankrike. Inga underarter finns listade i Catalogue of Life.